# ناثان سميث ديفيس
ناثان سميث ديفيس (بالإنجليزية: Nathan Smith Davis)‏ هو طبيب أمريكي، ولد في 9 يناير 1817 في مقاطعة تشينانغو في الولايات المتحدة، وتوفي في 16 يونيو 1904.